# Simon de La Loubère
Simon de La Loubère (auch: Laloubère) (* 21. April 1643 in Toulouse; † 26. März 1729 in Montesquieu-Volvestre) war ein französischer Diplomat, Ethnograph, Mathematiker, Literat und Mitglied der Académie française.

## Leben und Werk

### Diplomat in Siam
Simon de La Loubères Vater stammte aus einem Schloss bei Montesquieu-Volvestre (Richtung Rieux-Volvestre), 50 km südlich Toulouse. La Loubère war der Neffe des gelehrten Jesuiten und Mathematikers Antoine de Lalouvère (1600–1664, mit anderer Schreibung des gleichen Namens). Seine Mutter gehörte zur Familie des Kardinals Jean de Bertrand (1482–1560). Er besuchte das Jesuitenkolleg in Toulouse. 1673 begleitete er den Botschafter Melchior de Harod de Senevas, marquis de Saint-Romain in die Schweiz. Der Minister Louis Phélipeaux de Pontchartrain (1643–1727) beauftragte ihn mit der Erziehung seines Sohnes Jérôme Phélipeaux de Pontchartrain (1674–1747). 1687 schickte er ihn zusammen mit Alexandre de Chaumont und Guy Tachard als außerordentlichen Gesandten nach Siam. Die Hinfahrt dauerte von März bis September 1687, die Rückfahrt begann am 3. Januar 1688. La Loubère legte die Erfahrungen seines dreimonatigen Aufenthaltes 1691 in einem völkerkundlichen Buch nieder, das ins Englische und Deutsche übersetzt wurde und noch in neuester Zeit die Aufmerksamkeit der Forschung erregte. In einer weiteren (geheimen) Mission war er in Spanien tätig.

### Ehrungen in Paris und Rückkehr nach Toulouse
1693 wurde er in die Académie française (Sitz Nr. 16) gewählt, 1694 in die Académie des inscriptions et belles-lettres. Als Teilnehmer des Dichterwettbewerbs der Blumenspiele (Jeux Floraux) von Toulouse erreichte er 1694 die Erhebung der Compagnie des Jeux floraux in den Rang einer Académie des Jeux floraux, für die er selbst die Statuten verfasste und deren Vorgeschichte er erforschte. Er ging (aus Heimweh) nach Toulouse (und Montesquieu-Volvestre) zurück, heiratete dort 1701 Etiennette de Bertrand de Molleville (1668–1727) und erwarb vom König umfangreiche Besitzungen in Saverdun, Carla-Bayle und Umgebung. Gleichzeitig kaufte er in Montesquieu-Volvestre Land auf, sodass er dort schließlich 231 Hektar besaß. Er veröffentlichte 1715 eine mathematische Schrift, die auf eine Anregung von Leibniz zurückging, den er einst getroffen hatte. Er starb 1729 mit 85 Jahren kinderlos (zwei Jahre nach seiner Gattin) und wurde in der Kirche Saint-Victor von Montesquieu-Volvestre beigesetzt. Dort erinnert die Avenue Simon de Laloubère an ihn. Die von seinen Zeitgenossen gelobte Dichtung lässt sich nicht im Druck nachweisen.

## Werke
- Description du Royaume de Siam. Paris 1691. Amsterdam 1713.
  - (englisch) A new historical relation of the Kingdom of Siam. London 1693.
  - (englisch) The Kingdom of Siam. OUP, Oxford 1969, 1986.
  - (deutsch) Beschreibung des Königreichs Siam. Grattenauer, Nürnberg 1800. Fines Mundi, Saarbrücken 2013.
- Traité de l'origine des jeux floraux de Toulouse (1–112). Lettres patentes du Roy, portant le rétablissement des jeux floraux en une Académie de Belles Lettres (113–132). Brevet du Roy, qui porte confirmation des chancelier, mainteneurs & maîtres des jeux floraux, & nomination de nouveaux mainteneurs (133–138). Statuts pour les jeux floraux (139–208). Lecamus, Toulouse 1715.
- (postum) De la résolution des équations et de l'extraction de leurs racines. Paris 1732.